# Graham Shaw (hockeyspeler)
Graham Shaw (Dublin, ca. 1979) is een Iers hockeycoach en voormalig hockeyspeler.
Shaw speelde zelf tussen 2002 en 2009 in totaal 151 wedstrijden voor het Ierse herenteam en maakte deel uit van de selectie op het Europees kampioenschap van 2007. Op 26 augustus 2007 scoorde Shaw in de wedstrijd tegen Tsjechië. In clubverband kwam hij uit voor Glenanne HC en een jaar in België bij KHC Dragons.
In 2010 won hij als coach van Loreto HC de eerste landstitel bij de vrouwen van de club. Ook was hij coach van Monkstown HC.
In 2015 nam hij het coachschap van de Ierse hockeydames op zich, met als doel het deelnemen aan de Olympische Spelen van 2020. Bij het Wereldkampioenschap hockey vrouwen 2018 bereikte het damesteam de finale.